# Paul Polte (Bildhauer)

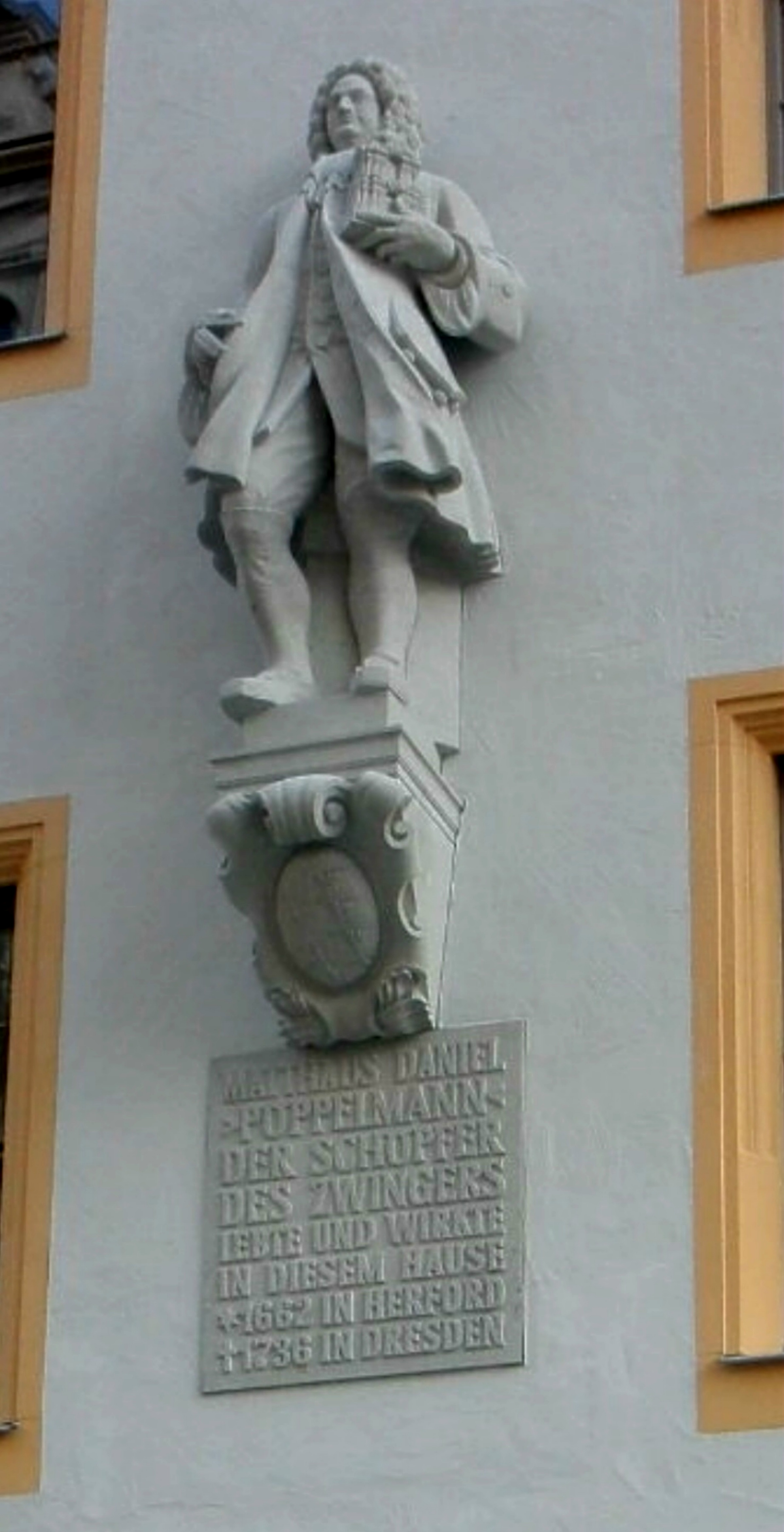
Poltes Pöppelmann-Standbild am Pöppelmannhaus, Schloßstraße, Dresden

Paul Polte (* 1877 in Schlesien; † 1952 in Hof, Vogtland) war ein deutscher Bildhauer und Restaurator.

## Leben
Paul Polte studierte an der Dresdner Kunstakademie und war Meisterschüler bei Georg Wrba. Ab 1913 lebte er in Dresden. Zumindest 1924 und 1936 war er Mitarbeiter der Zwingerbauhütte und neben Georg Wrba und Alexander Höfer leitend an der Ausführung der umfassenden Restaurierung des Zwingers unter der Leitung von Hubert Georg Ermisch beteiligt. (Mitgewirkt haben daran auch die Bildhauer Horst Beck, Karl Bräunig, Heinz Dietrich, Albert Jahn, Rudolf Kreische, Otto Päßler, Max Pfänder, Otto Pietsch, Ernst Pütz und Ernst Schellenberg.) In der Zeit des Nationalsozialismus war Polte obligatorisches Mitglied der Reichskammer der bildenden Künste.
Durch die Luftangriffe auf Dresden im Februar 1945 verlor Polte seine Wohnung in der Nürnberger Straße 46 und sein Atelier in der George-Bähr-Straße 10, des Weiteren wurde ein Großteil seines Werks zerstört. Er verließ 1945 Dresden und zog nach Hof, wo er 1952 starb.

## Werke

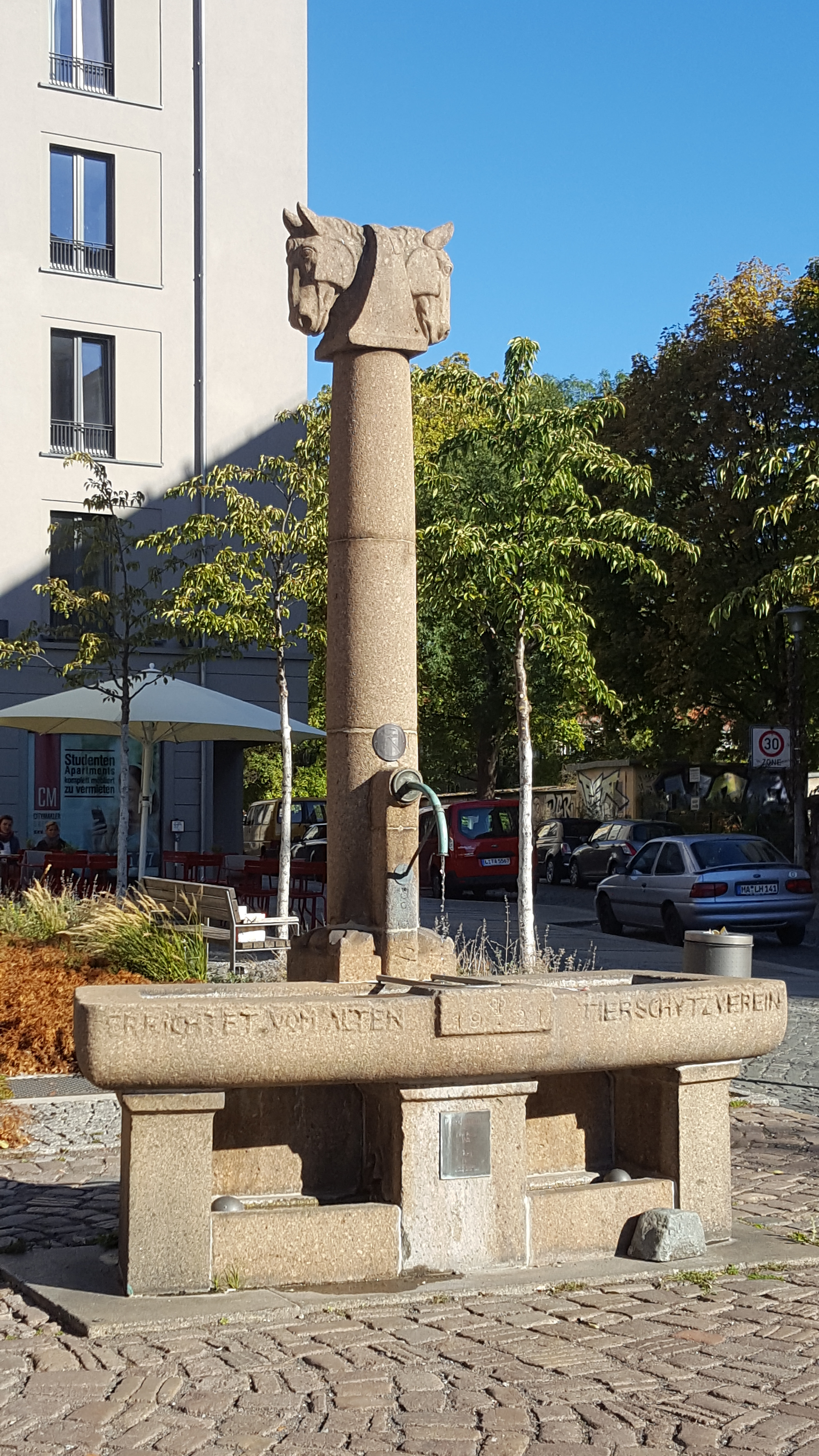
Pferdetränkbrunnen

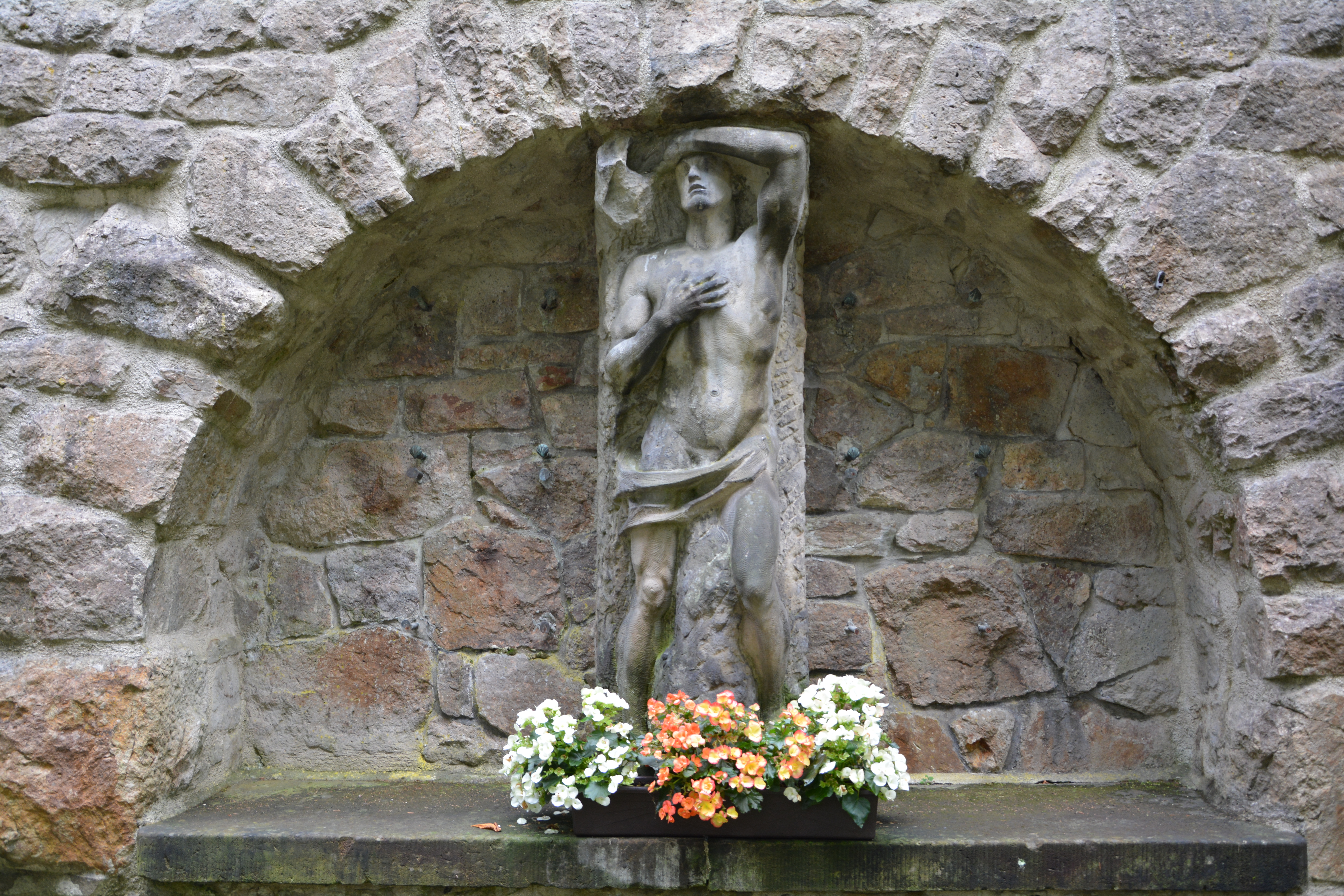
Kriegerehrendenkmal in Kipsdorf

- 1921: Pferdetränkbrunnen, Lausitzer Granit, einst Gasthof „Zum Goldenen Löwen“ an der Bautzner Straße, Dresden
- 1923: Kriegerehrenmal an der Bergkirche Kipsdorf.[4][5]
- 1927: Rekonstruktion Nymphe mit Schwan im Dresdner Zwinger
- 1929: Fassadenfiguren für das Trompeterschlösschen in Dresden, 1945 teilzerstört aus den Trümmern geborgen und 2009 wieder aufgestellt an historischer Stelle (Centrum-Galerie)
- 1930: Kinderfigurengruppe Kind mit Schildkröte im Westendpark Dresden[6]
- um 1930: Ruhendes Mädchen (Naturstein; auf der Ausstellung „Dresdner Kunst 1930“)[7]
- 1934: Restaurierung der beiden Nymphenbrunnen  auf dem Neustädter Markt, Schöpfer war Johann Benjamin Thomae[8]
- 1936: Figur Faule Magd, Privatbesitz, Königsbrück
- 1940: Fassadenstandbild des Zwinger-Baumeisters Pöppelmann aus Sandstein, Schloßstraße 32 in Dresden, 1945 zerstört, 2011 wieder an historischer Stelle eingeweiht

### Grabmäler
Sein Werk Auferstehungszyklus auf dem Städtischen Friedhof Görlitz besteht aus diesen drei aus Muschelkalk gefertigten Grabmalen:
- Grabmal Trauer, für Wilhelm Mattke (1859–1935)
- Grabmal Auferstehungshoffnung, für Siegmund Stein (1859–1926)
- Grabmal Auferstehung, für Bruno Alexander-Katz (1862–1927)

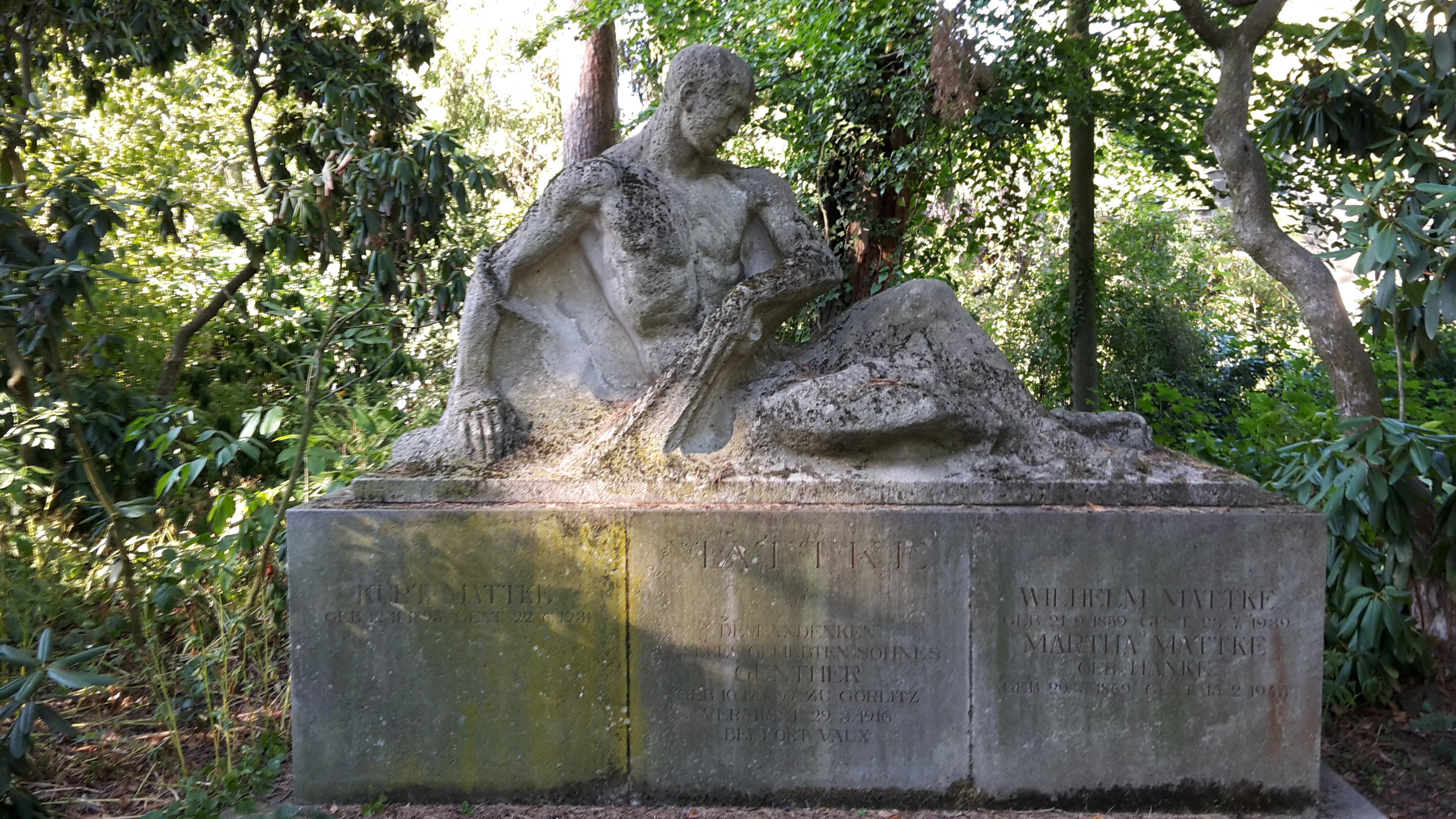
Trauer, Grab Wilhelm Mattke
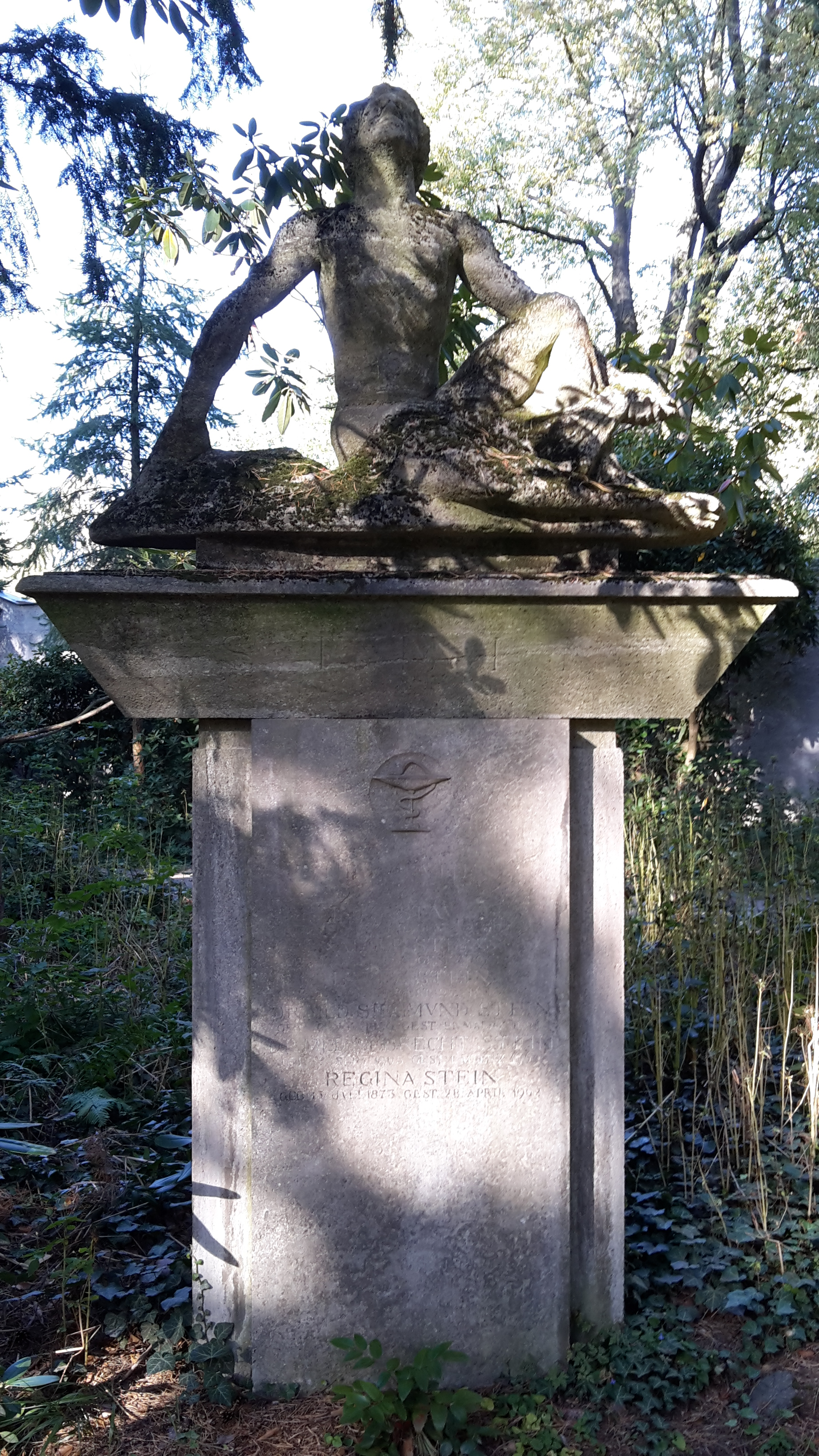
Auferstehungshoffnung, Grab Siegmund Stein
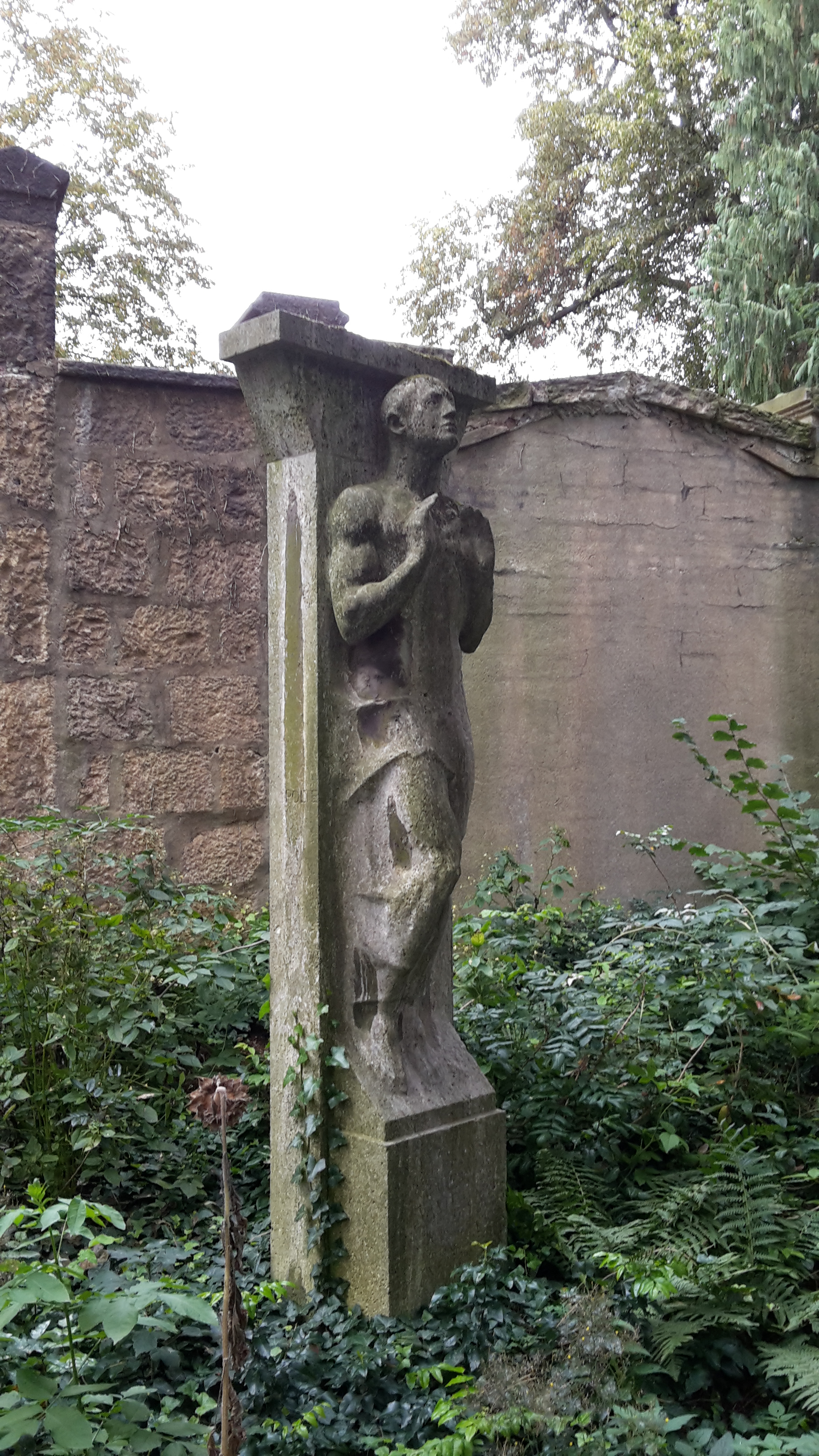
Auferstehung, Grab Bruno Alexander-Katz

Weitere Werke auf dem Städtischen Friedhof Görlitz
- 1924: Grabmal aus Rochlitzer Porphyrtuff für den Maler Fritz Neumann-Hegenberg auf dem Städtischen Friedhof Görlitz[9], es stellt eine expressionistisch-stilisierte Blüte dar und trägt die Inschrift: Ich sage, weil der Tod allein mich machet frei, dass er das beste Ding von allen Dingen sei. (Zitat von Angelus Silesius)
- 1929: Grabmal für Max Lustig (1875–1928); dreieckiges Grabmal aus Muschelkalk mit nach oben zeigender Spitze und einer halbplastisch ausgeführten, männlichen Figur
- 1929: Grabmal für Familie Filitz; viereckiges Grabmal aus Muschelkalk mit einer halbplastisch ausgeführten, weiblichen Figur; Inschrift: Der liebe Gott wird aber auch das richtig lenken.

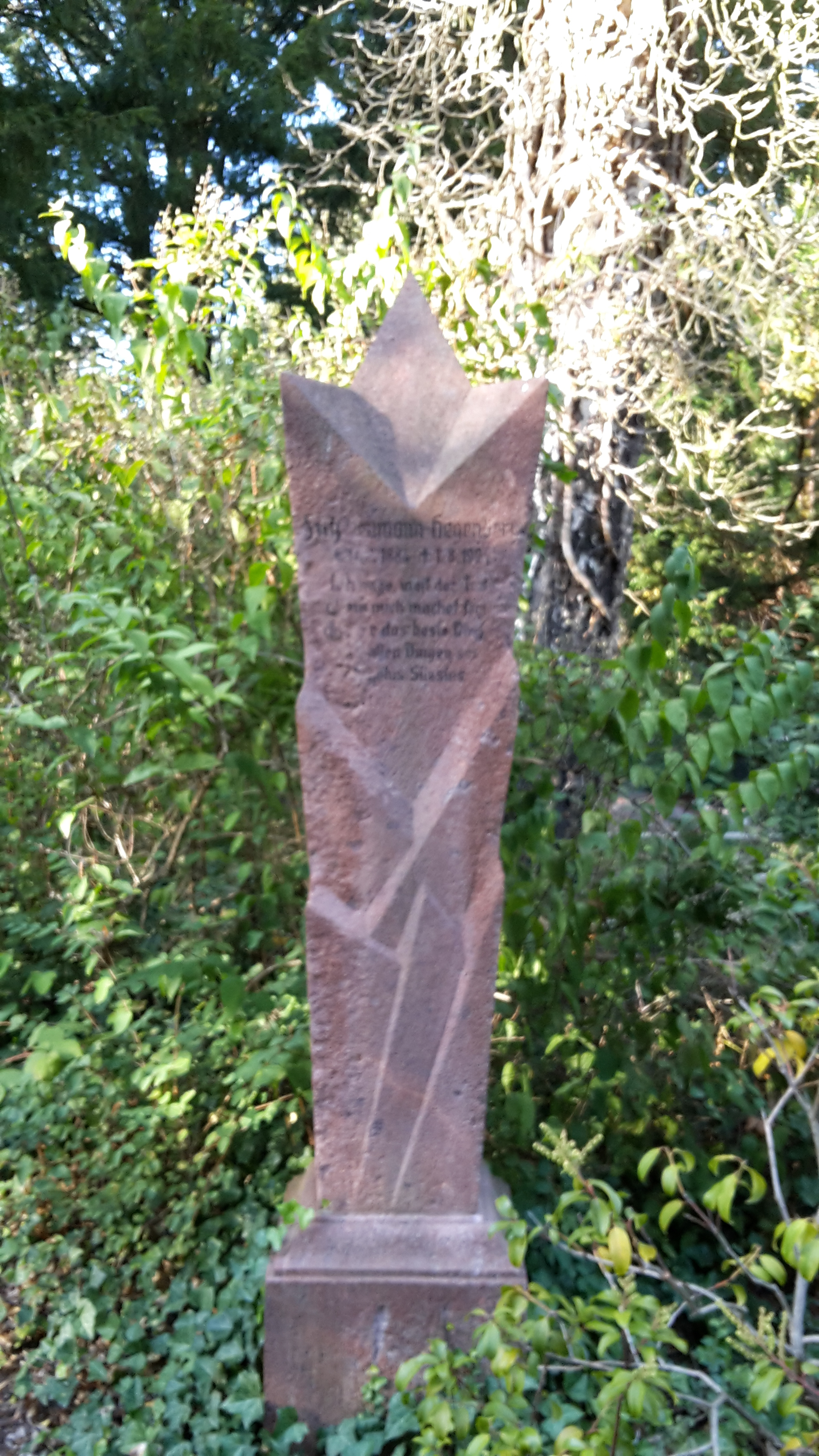
Grabmal Neumann-Hegenberg
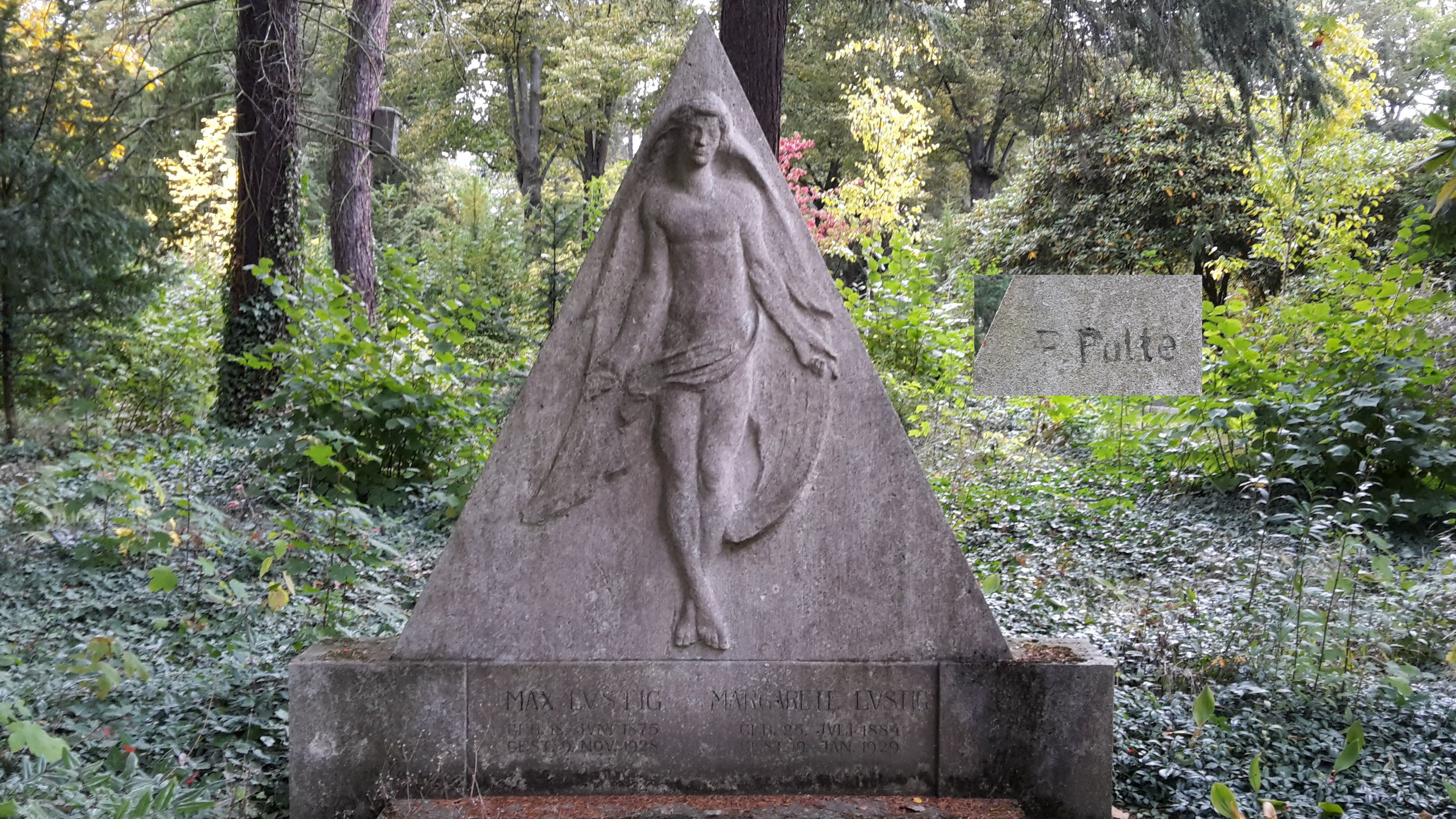
Grabmal Max Lustig
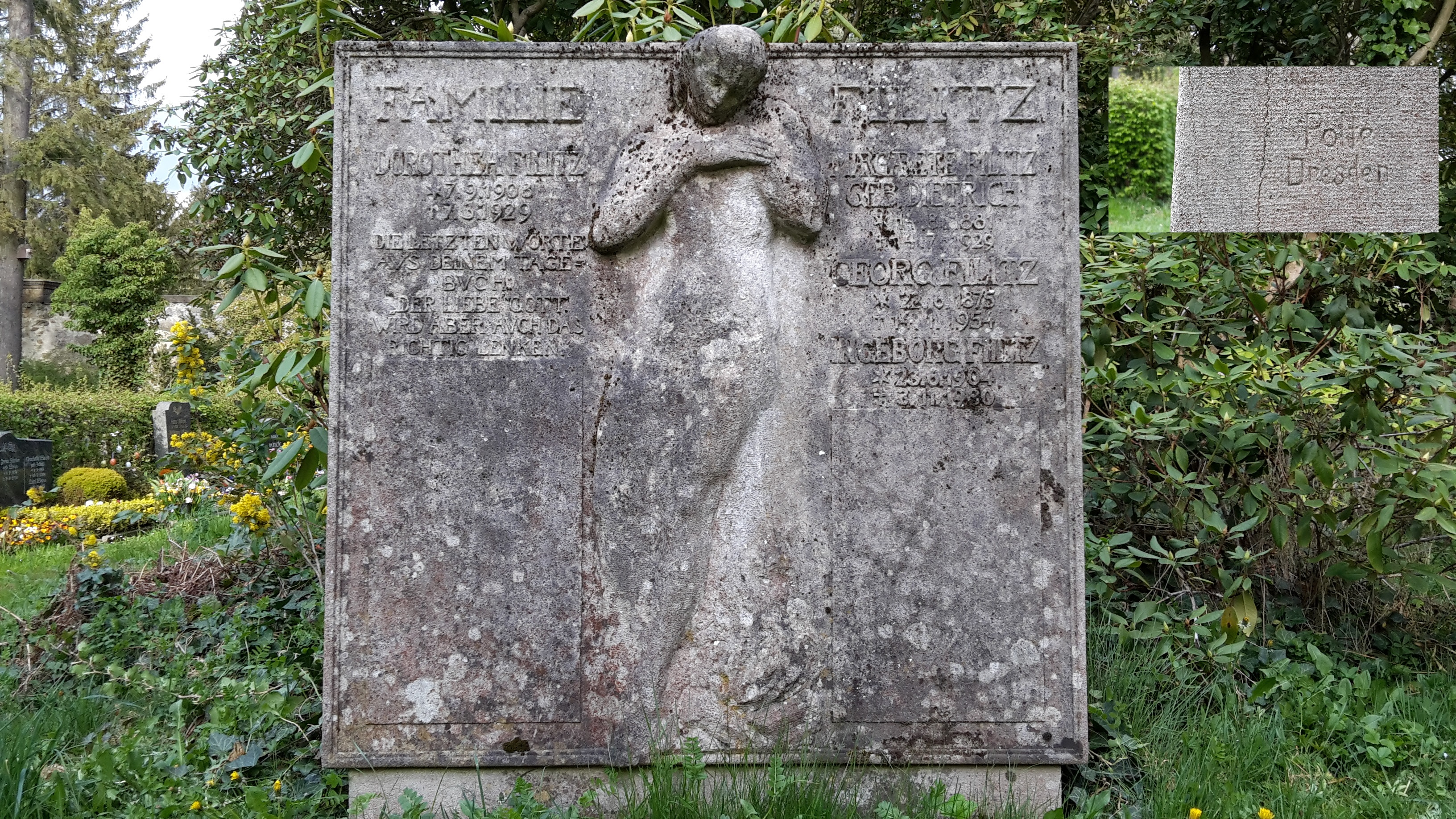
Grabmal Familie Filitz

## Ausstellungen in der Zeit des Nationalsozialismus
- 1933: Dresden („Gemeinsame Ausstellung 3 Künstlergruppen. Künstlervereinigung, Deutscher Künstlerverband, Dresdner Sezession“)
- 1934: Dresden, Brühlsche Terrasse („Sächsische Aquarell-Ausstellung“)
- 1934: Dresden, Brühlsche Terrasse („Sächsische Kunstausstellung“)
- 1936: Dresden, Brühlsche Terrasse und Städtische Kunsthalle („Kunstausstellung Dresden“)